# Łubniki (województwo podlaskie)
Łubniki – wieś w Polsce położona w województwie podlaskim, w powiecie białostockim, w gminie Zabłudów.
Łubniki to dawna wieś magnacka hrabstwa zabłudowskiego, która w końcu XVIII wieku położona była w Wielkim Księstwie Litewskim, powiecie grodzieńskim, województwie trockim. 
W roku 1902 liczyła sobie 235 dziesięcin gruntu.
W 1921 roku wieś liczyła 26 domów i 135 mieszkańców, w tym 86 katolików i 49 prawosławnych.
W latach 1975–1998 miejscowość administracyjnie należała do województwa białostockiego.
Do dziś wieś posiada charakter dwuwyznaniowy. Rzymskokatoliccy mieszkańcy wsi należą do parafii św. Apostołów Piotra i Pawła w niedalekim Zabłudowie, zaś prawosławni do parafii Zaśnięcia Najświętszej Maryi Panny również w Zabłudowie.
W roku 2011 wieś zamieszkiwało 185 osób.
W Łubnikach urodził się Jan Leończuk.